# Make My Day
|  | Denne artikel er oprettet af botten PalnaBot ud fra en ekstern database. Den kan derfor have sproglige fejl eller mangler. Denne skabelon kan fjernes efter kontrol af indholdet. |

Make My Day er en kortfilm fra 2008 instrueret af Pelle Møller efter manuskript af Pelle Møller.

## Handling
En kortfilm om en mand, der ankommer til en skadestue sammen med sin søn, der har forstuvet sin ankel i skolen. Faderen har altid fortalt sønnen om ikke at lade nogen nedgøre ham. Men når den behandlende læge viser sig at være en af de gutter, som mobbede faderen tilbage i hans skoledage, bliver faderen meget underdanig. Og pludselig er det sønnen, der må stå op for sin underdanige far.